# Stanislav Ondříček

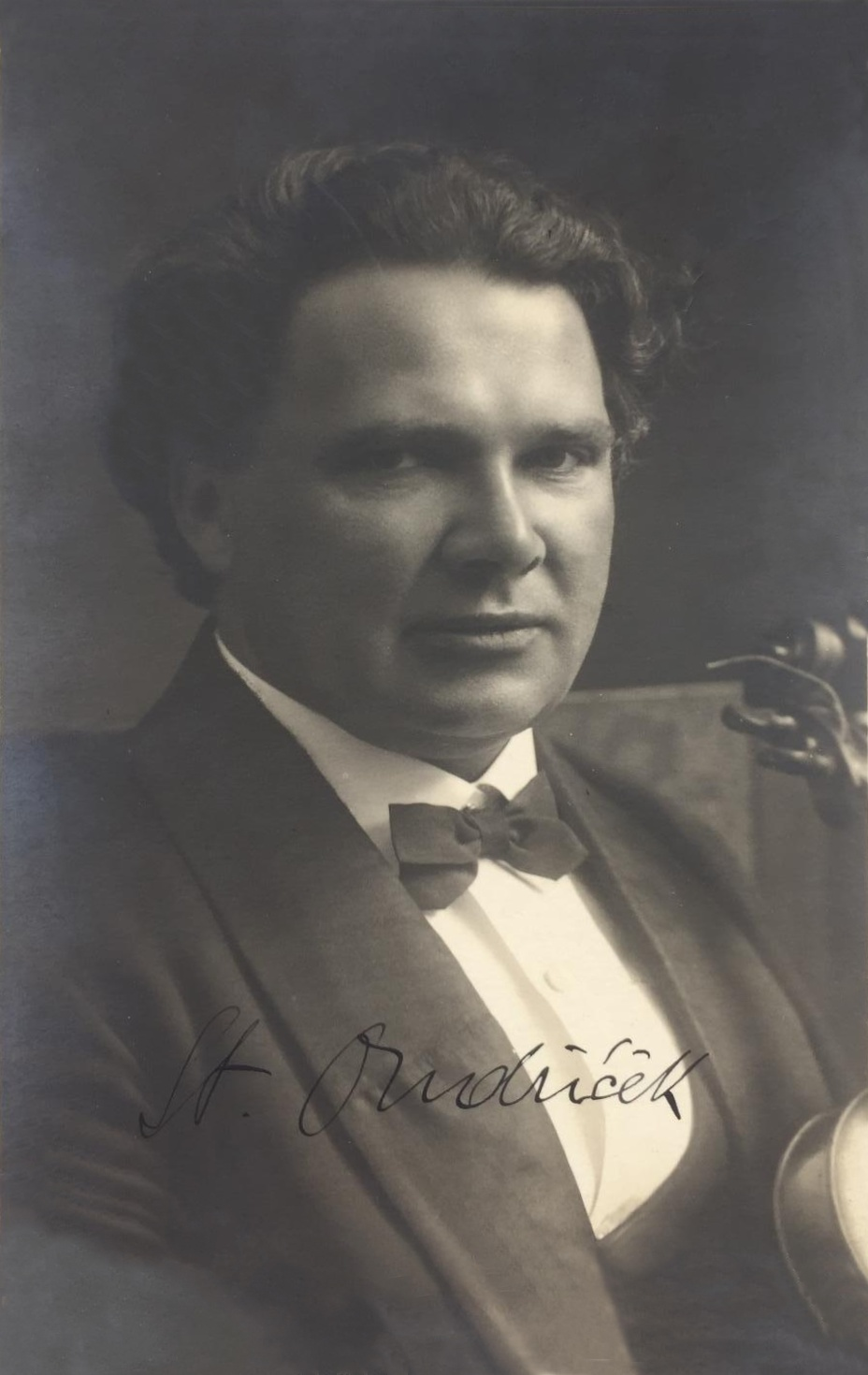
Stanislav Ondříček (1925)

Stanislav Ondříček (* 23. August 1885 in Prag; † 16. Juli 1953 ebenda) war ein tschechischer Geiger und Musikpädagoge.
Ondříček war der Sohn des Kapellmeisters und Geigers Jan Ondříček und wurde wie seine Brüder František und Emanuel als Geiger bekannt. Er erhielt den ersten Violinunterricht von seinem Vater und studierte von 1899 bis 1903 am Prager Konservatorium bei Otakar Ševčík. Nach kurzer Lehrtätigkeit in Zagreb unterrichtete er am Prager Konservatorium.
Zwischen 1908 und 1920 wirkte er an Musikschulen in Tiflis, Chișinău und Jarowslawl, kurzfristig (1912) an der Violinschule seines Bruders Emanuel in New York. 1922–23 absolvierte er einen Meisterkurs bei Jaroslav Kocian. Er unterrichtete dann an den städtischen Musikschulen von Pardubice, Český Brod, Nymburk, Prag und schließlich Kolín, wo er auch 1953 wenige Monate vor seinem Tod letztmals als Geiger auftrat.

## Quelle
- Český hudební slovník osob a institucí - Ondříček, Stanislav

| Personendaten    | Personendaten                          |
| ---------------- | -------------------------------------- |
| NAME             | Ondříček, Stanislav                    |
| KURZBESCHREIBUNG | tschechischer Geiger und Musikpädagoge |
| GEBURTSDATUM     | 23. August 1885                        |
| GEBURTSORT       | Prag                                   |
| STERBEDATUM      | 16. Juli 1953                          |
| STERBEORT        | Prag                                   |